# Préliminaires
Préliminaires è un album studio del 2009 composto e interpretato da Iggy Pop.

## L'album
Registrato dopo la reunion degli Stooges questo album si differenzia dagli altri dischi del rocker statunitense in quanto per la prima vengono affrontati dall'iguana generi come il Jazz e il Blues. L'album trae ispirazione dal romanzo La possibilità di un'isola di Houellebecq e, per la prima volta, Iggy Pop canta anche in lingua francese alcune canzoni.

## Tracce
1. Les Feuilles Mortes - 3:55
2. I want to go to the beach  2:52
3. King of the dogs 2:01
4. Je sais que tu sais   3:11
5. Spanish Coast 3:58
6. Nice to be dead 2:49
7. How Insensitive 3:02
8. Party time 2:08
9. He's Dead She's Alive 2:00
10. A machine for loving 3:15
11. She's a Business 3:10
12. Les FEuilles Mortes 3:53